# Luan Michel de Louzã
Luan Michel de Louzã, noto semplicemente come Luan (Araras, 21 settembre 1988), è un calciatore brasiliano, attaccante dell'Itabirito.

## Palmarès

### Club

#### Competizioni nazionali
- Coppa del Brasile: 2

Palmeiras: 2012, 2015
- Campeonato Brasileiro Série B: 2

Palmeiras: 2013
América-MG: 2017
- Campionato brasiliano: 1

Palmeiras: 2016